# Джуманиязов, Шарафутдин
Шарафутдин Джуманиязов (Жуманиязов; 10 января 1970) — советский и туркменский футболист, игравший на позициях защитника и полузащитника. Сыграл три матча за сборную Туркменистана.

## Биография
В последних сезонах чемпионата СССР выступал во второй и второй низшей лигах за клубы «Ахал-ЦОП» и «Мерв». После распада СССР играл в клубах чемпионата Туркменистана, в том числе в 1994—2007 годах — за «Туран» (Дашогуз). В сезоне 1998/99 поделил звание лучшего бомбардира чемпионата с Реджепмурадом Агабаевым и Дидарклычем Уразовым, забив 16 голов.
В национальной сборной Туркменистана дебютировал 10 марта 1996 года в матче отборочного турнира Кубка Азии против Кувейта, заменив на 70-й минуте Камиля Мингазова. В 1996 году принял участие в обоих матчах против Кувейта, а следующую и последнюю игру провёл спустя три года — 3 ноября 1999 года против Эстонии.

## Достижения
- Лучший бомбардир чемпионата Туркменистана (1): 1998/1999